# 陰地村
陰地村（おんじむら）はかつて岐阜県郡上郡に存在した村である。
現在の郡上市白鳥町恩地に該当する。

## 歴史
- かつて、この地は「橋詰」と呼ばれていたという。時期は不明だが陰地と改称する。
- 1889年（明治22年）7月1日 - 町村制により、陰地村発足。
- 1897年（明治30年）4月1日 - 野添村、六ノ里村、那留村、西多村と合併し、牛道村発足。同日陰地村廃止。同時に恩地に改称。